# Xorides praestans
Xorides praestans là một loài tò vò trong họ Ichneumonidae.